# Skaarup & Jespersen
Skaarup & Jespersen var Danmarks største arkitekttegnestue med speciale i byplanlægning. Firmaet blev grundlagt af arkitekterne Hans Hartvig Skaarup og Marinus Jespersen i 1953. Jespersen døde i 1976, mens Skaarup stoppede i firmaet 1985.
I 2008 købte Skaarup & Jespersen tegnestuen Birk Nielsen i Holstebro og indgik i 2009 i en fusion med den svenske Sweco AB-koncern. Firmaet, der ved fusionen havde 55 medarbejdere med afdelinger i Hellerup, Århus og Holstebro og Singapore, er pr. november 2012 flyttet til Bygmestervej 5 i Københavns nordvestkvarter. 